# Hopf (Gitarrenbauer)

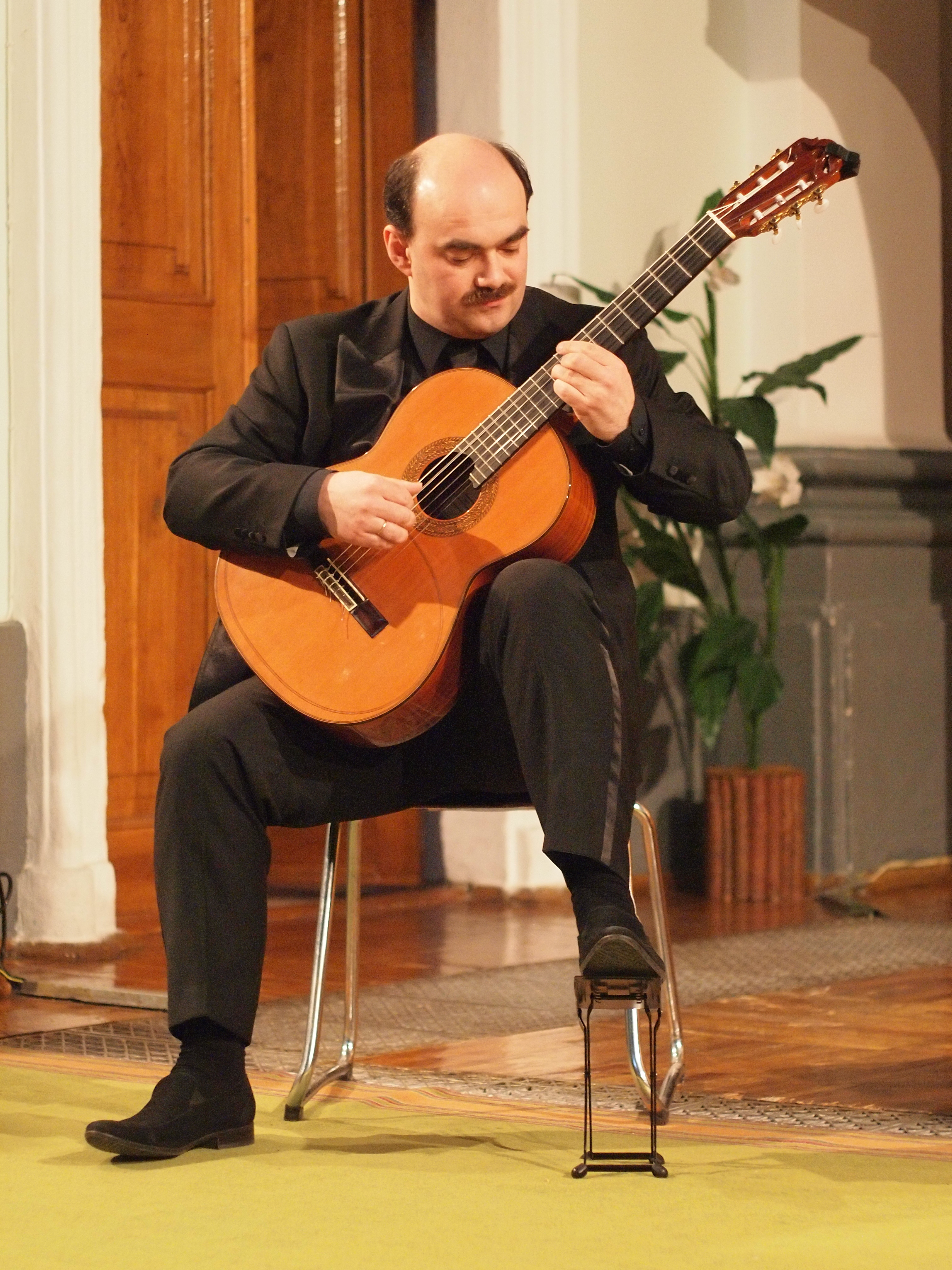
Der ukrainische Gitarrist Andrey Ostapenko mit einer Gitarre von Dieter Hopf

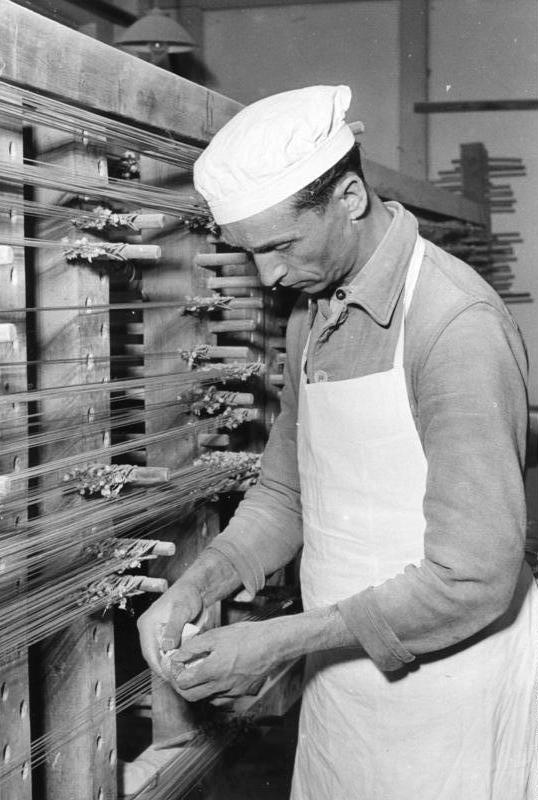
Instrumentenfabrik Hopf & Co, Wehen/Taunus (1952)

Hopf ist der Name einer Familie von Gitarrenbauern. Seit 1669 wird der Name „Hopf“ im Instrumentenbau erwähnt. Seit dieser Zeit wird der Beruf des Zupfinstrumentenmachers vom Vater zum Sohn weitergegeben und derzeit von Dieter Hopf (* 1936 in Zwota/Vogtland) weitergeführt.

## Geschichte
Der nachweisbare Ursprung der Instrumentenbauerfamilie ist der 1669 als Mitglied der Graslitzer Geigenbauerinnung genannte Klingenthaler Geigenbauer Caspar Hopf, geboren als Caspar Hobe (1655–1716), der Sohn des 1650 aus Hamburg ins Vogtland übergesiedelten Bergbauingenieurs Christoph Hobe. Doch erst Caspar Hopfs gleichnamiger Sohn (1650–1711) prägte den Markennamen „Hopf“. Seither wurde das Handwerk stets vom Vater an den Sohn weitergegeben. Einzig im 19. Jahrhundert wurde diese Familientradition aufgrund des frühen Tods von August Hermann Hopf (1859–1884) unterbrochen. Doch Ernst Max Hopf (1882–1956) erlernte den Beruf des Saitenmachers und gründete 1906 die Firma E. Max Hopf in Zwota bei Klingenthal. Dessen Sohn Willy Hopf (1906–1990) übernahm die Firma 1932 und schloss mit seinem Bruder Wolfgang dem Unternehmen eine Instrumentenbauwerkstadt an.
Bis 1948 lebte die Familie Hopf im Raum Klingenthal/Markneukirchen in Sachsen. Aus politischen Gründen siedelte die Familie vor Gründung der DDR und der drohenden Verstaatlichung des Unternehmens ins hessische Wehen um. Im dort in der Platter Straße neu gegründeten Unternehmen Willy Hopf & Co. wurde neben Saiten und Saiteninstrumenten auch die Fertigung von Holzblasinstrumenten aufgenommen.
1981 gründete Willy Hopfs Sohn, Dieter Hopf, der 1968 seine Meisterprüfung ablegte, unter dem Namen Dieter Hopf Gitarren-Atelier seine eigene Firma. Im Jahr darauf übernahmen Dieter Hopf und seine Ehefrau Gertrud Hopf den Saiten-Großhändler CHD (Carl Hellweg Deutschland), der unter anderem das Saitensortiment John Hope vertreibt. Willy Hopf & Co. kämpfte indes mit finanziellen Schwierigkeiten und musste 1985 Bankrott anmelden. Die Gitarrenbau-Abteilung des Unternehmens in Taunusstein wurde von Dieter Hopf übernommen.
Dieter Hopf besitzt Patente für ein frei schwingendes Deckensystem und den Rosettensteg. Darüber hinaus entwickelte er eine gesetzlich geschützte Membrandecke. Zu bekannten Gitarristen, die Dieter Hopfs Instrumente spielten und spielen, zählen Baden Powell, Alexandre Lagoya, Michael Tröster, Joana sowie Joe Sander von Johnny Cash Experience.
1991 erhielt das erstmals 1981 vorgestellte Gitarrenmodell „La Portentosa“ den Deutschen Musikinstrumentenpreis.
Im Jahr 2022 begannen Christopher, Daniel und Patrick Hopf mit der Produktion der Hopf-E-Gitarren in einem neuen Unternehmen.